# Elytroleptus apicalis
Elytroleptus apicalis là một loài bọ cánh cứng trong họ Cerambycidae.